# LGBT práva v Dánsku

Duhová mapa Dánska

Práva leseb, gayů, bisexuálů a translidí (LGBT) jsou v Dánsku považována za prioritní a jejich úroveň je jednou z celosvětově nejvyšších.
Stejnopohlavní sexuální styk byl v Dánsku dekriminalizován v r. 1933. V r. 1977 se sjednotil legální věk způsobilosti k pohlavnímu styku pro heterosexuální a homosexuální styk na 15 let. Dánsko je také první zemí na světě, která přijala zákon upravující stejnopohlavní soužití ve formě registrovaného partnerství v r. 1989. 7. června 2012 byl tento zákon zrušen a nahrazen manželstvím pro osoby stejného pohlaví, který nabyl účinnosti 15. června 2012 . Dánsko mimo jiné uznává i stejnopohlavní manželství či jiný obdobný svazek uzavřený v zahraničí. Diskriminace na základě sexuální orientace je zcela zakázaná od r. 2004. Páry stejného pohlaví mohou společně osvojovat děti od r. 2010. Předtím jim umožněné pouze přiosvojení nevlastního dítěte, případně poručenství. Gayům a lesbám je zároveň umožněno otevřeně působit v armádě.
Stejně jako zbylé skandinávské země je Dánsko jednou z nejvíce sociálně liberálních zemí na světě s valnou většinou Dánů podporujících stejnopohlavní manželství a LGBT adopci. Kodaň je všeobecně popisována jako jedna z nejvíc gay friendly metropolí na světě  s každoročně konaným festivalem Copenhagen Pride.
Dánské království má mimo jiné také dvě autonomní zámořská území Grónsko a Faerské ostrovy, které jsou v této otázce víc sociálně konzervativní. Navzdory tomuto legalizovalo Grónsko v r. 2016 stejnopohlavní manželství.

## Stejnopohlavní sexuální styk

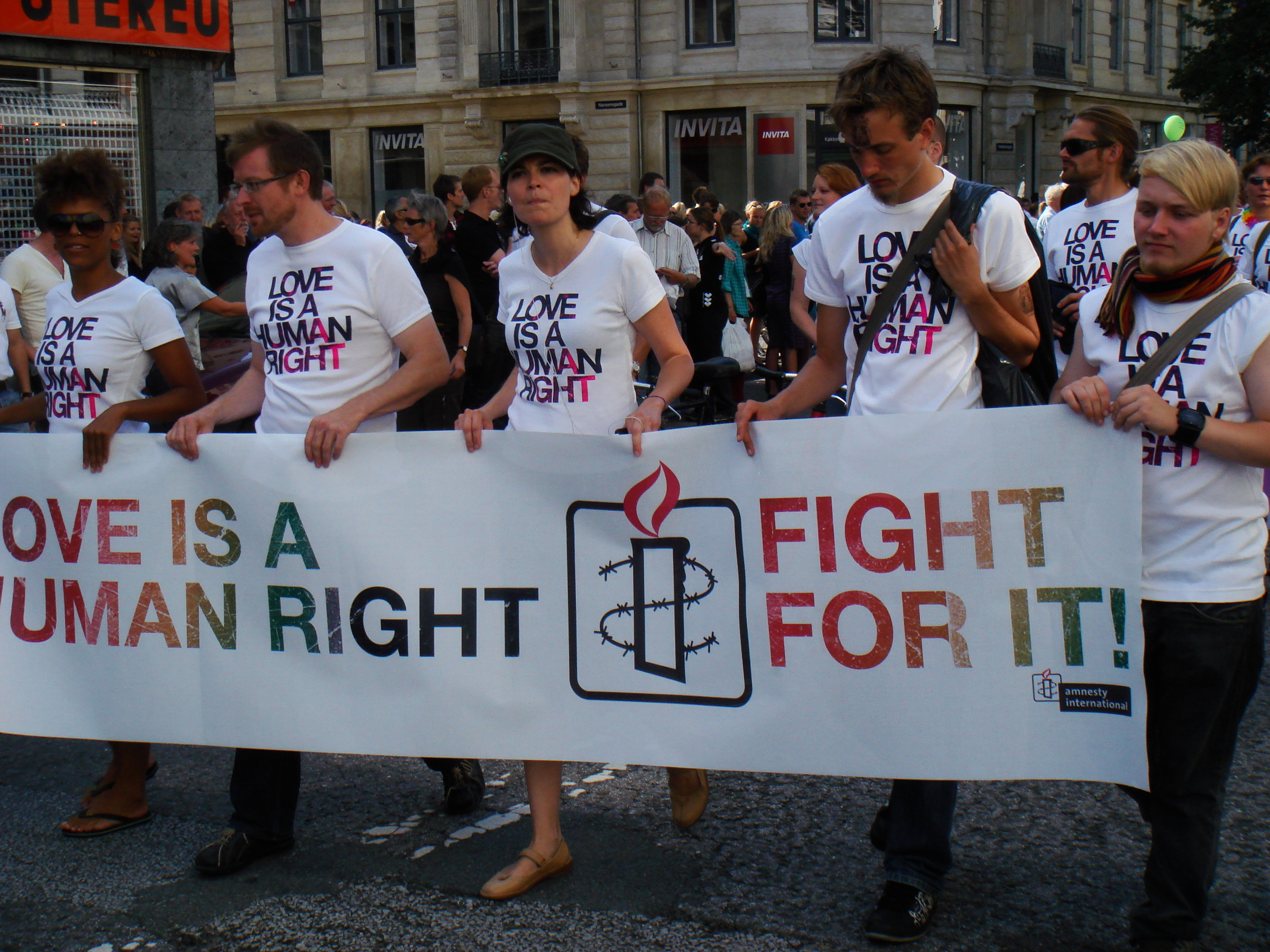

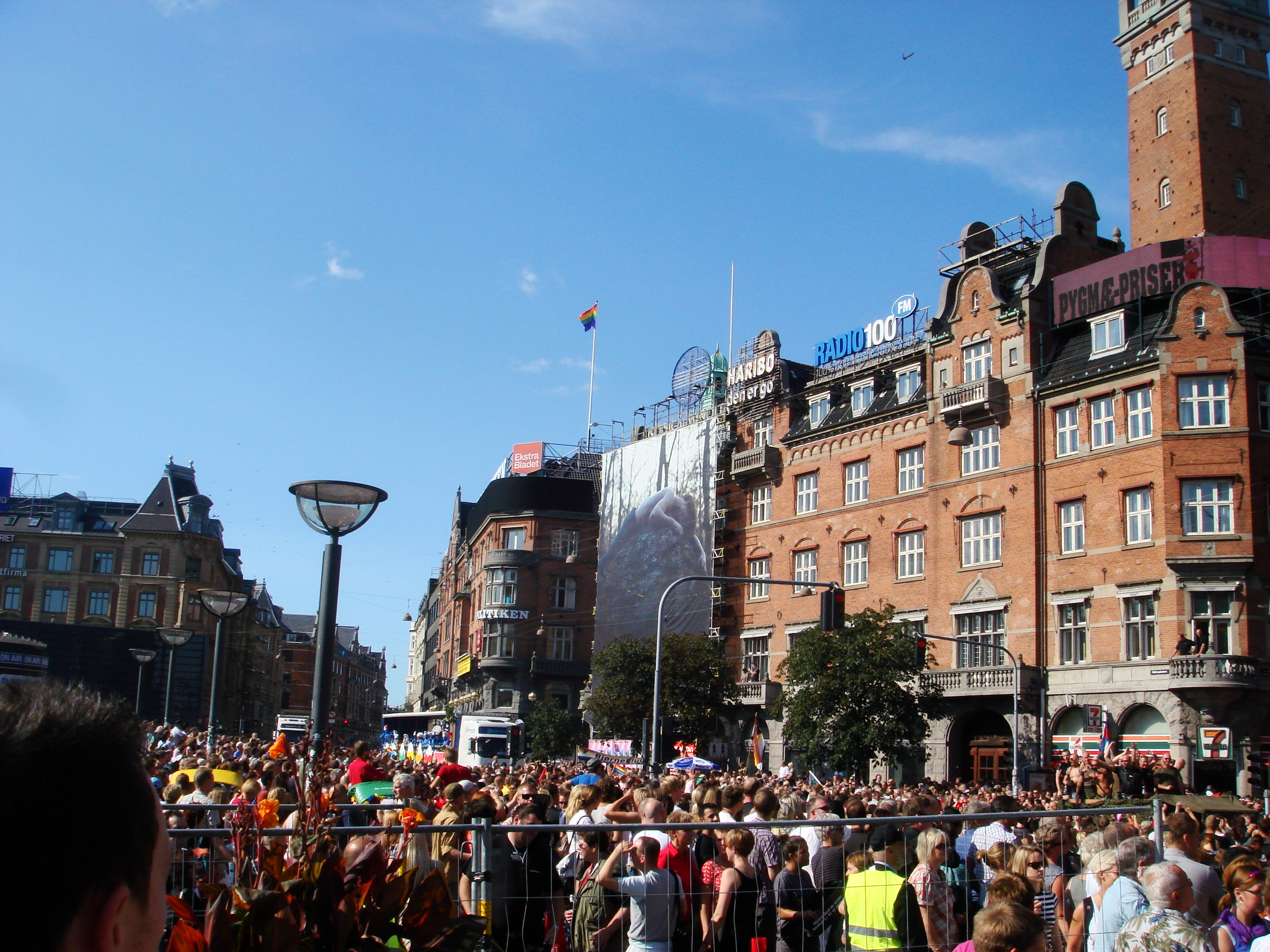
Copenhagen Pride 2008

Pohlavní styk mezi osobami stejného pohlaví je v Dánsku legální od r. 1933. Legální věk způsobilosti k pohlavnímu styku je stanoven na 15 let bez ohledu na sexuální orientaci a pohlaví.

## Stejnopohlavní soužití
Stejnopohlavní manželství nabylo účinnosti 15. června 2012 poté, co Dánský parlament 7. června hlasoval ve prospěch genderově-neutrálního manželství, vč. uznání manželství Dánskou národní církví. Dánsko je také zemí, která jako první umožnila homosexuálním párům uzavírat registrované partnerství r. 1989.
Dle průzkumu z prosince 2006 mezi členy EU má stejnopohlavní manželství v Dánsku podporu 69 % Angus Reid Global Monitor tento postoj označil za vyhovující ke vstupu do Evropské unie. S postoji v Evropě, co se týče legalizace stejnopohlavních manželství, se Dánsko zařadilo na nejvyšším žebříčku, co do možnosti uzákonění stejnopohlavních manželství pro gay a lesbické občany, na třetím místě za Nizozemskem (82 %) a Švédskem (71 %).[zdroj?]
Dánský parlament projednával návrh novely zákona o manželství 14. března 2012. Novela prošla parlamentem a byla schválená rovněž i jejím veličenstvem o tři později. Zákon nabyl účinnosti 15. června 2012. Nová legislativa vymazala z práva veškerou diskriminaci, tudíž zůstávají jenom zákony týkající se genderu.

### Adopce a plánování rodiny
2. června 2006 Dánský parlament odhlasoval novelu zákona z r. 1997, který zakazoval lesbickým ženám podstupovat umělé oplodnění, čímž jim umožnil mít své vlastní biologické dítě s tím, že se její partnerka, která není biologickým rodičem dítěte, zapíše do rodného listu jako druhý rodič.
Počínaje r. 1999 si osoba žijící v registrovaném partnerství mohla osvojit dítě jeho nebo jejího registrovaného partnera nebo partnerky."
Od 1. července 2010 stejnopohlavní páry získaly možnost si společně osvojovat děti.
20. července 2014 byl zaznamenán první případ, kdy si gay pár adoptoval dítě ze zahraničí, konkrétně 9měsíční holčičku z Jižní Afriky.

## Vojenská služba
LGBT osoby nejsou zproštěny služby v armádě.

## Ochrana před diskriminací
Dánské právo garantuje ochranu proti diskriminaci založenou na sexuální orientaci.

## Zákony proti zločinům z nenávisti
Dánské trestní zákony mají specifickou skutkovou podstatu i trestní sazbu pro zločiny spáchané z důvodu jiného sexuálního smýšlení oběti.

## Práva translidí v Dánsku
V únoru 2013 se Guatemalanka stala prvním transsexuálkou, která získala v Dánsku azyl z důvodu perzekuce v její rodné zemi. Nicméně se dostala do utečeneckého tábora pro muže, kde nějakou dobu čelila násilí a odmítání. Její případ se začal vyšetřovat tehdy, kdy dánská LGBT komunita došla k závěru, že by jí hrozilo nebezpečí v případě návratu do Guatemaly.
V červnu 2014 Dánský parlament v poměru hlasů 59:52 schválil zákon, který zakazuje diagnózu transsexuality jako mentální poruchy s následnou nezvratnou chirurgickou léčbou zahrnující sterilizaci v procesu změny pohlaví. Od 1. září 2014 Dánové starší 18 let, kteří chtějí podstoupit změnu pohlaví, mohou učinit tak tím, že si změní pohlaví úředně s následnou 6měsíční lhůtou, kdy si své rozhodnutí mohou ještě rozmyslet.
Od 1. ledna 2017 přestane dánská vláda definitivně považovat odlišnou pohlavní identitu za duševní poruchu. Podobný přístup zaujímá od r. 2010 také Francie.

## Dárcovství krve
V květnu 2014 vyzvalo šest dánských politických stran ministra zdravotnictví Nicka Hækkerupa k přezkumu zákazu homosexuálních a bisexuálních mužů darovat krev.
V srpnu 2016 byla u členů parlamentu zreportována většinová podpora zrušení zákazu. Dánská lidová strana, Sociální demokraté a Alternativa podporují návrh předložený předsedou Radikální liberální strany Mortenem Østergaardem, který požaduje celostátní zrušení zákazu gay a bisexuálních mužů darovat krev.

## Veřejné mínění
Podle výzkumu EU z prosince 2006 podporovalo stejnopohlavní manželství 69 % Dánů. Angus Reid Global Monitor tehdy zahájil šetření na tuto problematiku v rámci integrace EU. Co se týče postojů evropských zemí ke stejnopohlavním sňatkům, zaujímalo Dánsko jednu z nejvyšších pozic, pokud šlo o manželství gayů a leseb, konkrétně třetí po Nizozemsku (82 %) a Švédsku (71 %).
V r. 2013 šetření společnosti YouGov zkoumalo 1 005 Dánů. Z nich 59 % souhlasilo s možností adopce dětí homosexuálními páry, zatímco 79 % podporovalo jejich právo na sňatek.
Eurobarometrické šetření z r. 2015 ukázalo 87 % podporu dánské společnosti legalizaci stejnopohlavního manželství napříč celou Evropou, 24 % bylo proti. Dále ještě 90 % přiznalo lesbám, gayům a bisexuálům stejná práva jako mají heterosexuálové a 88 % neshledalo žádný problém v sexuálních vztazích mezi lidmi stejného pohlaví.

## Souhrnný přehled
LGBT práva v kontinentálním Dánsku (mimo autonomních území Grónska a Faerských ostrovů)
| Legální stejnopohlavní styk | Registrované partnerství            | Stejnopohlavní manželství | Adopce dětí stejnopohlavními páry                             | Gayové a lesby smějí otevřeně sloužit v armádě? | Anti-diskriminace (sexuální orientace)  | Zákony týkající se transgender                                                                 |
| --------------------------- | ----------------------------------- | ------------------------- | ------------------------------------------------------------- | ----------------------------------------------- | --------------------------------------- | ---------------------------------------------------------------------------------------------- |
| Legální od r. 1933          | Registrované partnerství od r. 1989 | Legální od r. 2012        | Adopce dítěte partnera od r. 1999 Společná adopce od r. 2010. | Od r. 1978                                      | Zakazuje veškerou anti-gay diskriminaci | Právo na změnu pohlaví. Výdej nových dokladů možný i bez chirurgického či hormonálního zásahu. |

## Souhrnný přehled podle území Dánského království
| Právo | Ano/Ne                       | Poznámka |
| Stejnopohlavní sexuální styk | Stejnopohlavní sexuální styk | Stejnopohlavní sexuální styk                                                                                     |
| --- | ---------------------------- | --- |
| Legální stejnopohlavní styk | Ano                          | Od r. 1933 |
| Homosexualita vyškrtnutá ze seznamu nemocí | Ano                          | Od r. 1981 |
| Stejný věk legální způsobilosti k pohlavnímu styku pro heterosexuály a homosexuály                                                                                          | Ano                          | Od r. 1977 (Dánsko a Grónsko)                                                                                    |
| Stejný věk legální způsobilosti k pohlavnímu styku pro heterosexuály a homosexuály                                                                                          | Ano                          | Od r. 1988 (Faerské ostrovy)                                                                                     |
| Stejnopohlavní svazky |                              | |
| Registrované partnerství pro stejnopohlavní páry | Ano                          | Od r. 1989 (Denmark)                                                                                             |
| Registrované partnerství pro stejnopohlavní páry | Ano                          | Od r. 1996 (Grónsko)                                                                                             |
| Registrované partnerství pro stejnopohlavní páry | Ne                           | Žádné zákony, návrhy zamítnuty v r. 2014 (Faerské ostrovy)                                                       |
| Registrované partnerství a náboženství | Ano                          | Od r. 2012 (Dánsko)                                                                                              |
| Registrované partnerství a náboženství | Ano                          | Od r. 2016 (Grónsko)                                                                                             |
| Registrované partnerství a náboženství | Ne                           | Žádné zákony (Faerské ostrovy)                                                                                   |
| Občanské a církevní sňatky | Ano                          | Od r. 2012 (Dánsko)                                                                                              |
| Občanské a církevní sňatky | Ano                          | Od r. 2016 (Grónsko)                                                                                             |
| Občanské a církevní sňatky | Ano                          | Od r. 2017 (Faerské ostrovy) Pouze občanské sňatky, nikoliv církevní, které spadají pod Církev Faerských ostrovů |
| Adopce a plánování rodiny |                              | |
| Společné osvojení i osvojení nevlastního dítěte přístupné LGBT osobám žijícím ve stejnopohlavních svazcích                                                                  | Ano                          | Od r. 1999 a 2010 (Dánsko)                                                                                       |
| Společné osvojení i osvojení nevlastního dítěte přístupné LGBT osobám žijícím ve stejnopohlavních svazcích                                                                  | Ano                          | Od r. 2009 a od r. 2016 (Grónsko)                                                                                |
| Společné osvojení i osvojení nevlastního dítěte přístupné LGBT osobám žijícím ve stejnopohlavních svazcích                                                                  | Ano                          | Od r. 2017 (Faerské ostrovy)                                                                                     |
| Rovný přístup k asistované reprodukce pro všechny páry a jedince | Ano                          | Od r. 2006 pro lesbické páry (Dánsko a Grónsko)                                                                  |
| Rovný přístup k asistované reprodukce pro všechny páry a jedince | Ne                           | Žádné zákony (Faerské ostrovy)                                                                                   |
| Stejnopohlavní manželství a rodičovství obou partnerů (manželů) | Ano                          | Od r. 2013 (Dánsko)                                                                                              |
| Stejnopohlavní manželství a rodičovství obou partnerů (manželů) | Ano                          | Od r. 2016 (Grónsko)                                                                                             |
| Stejnopohlavní manželství a rodičovství obou partnerů (manželů) | Ano                          | Od r. 2017 (Faerské ostrovy)                                                                                     |
| Úplatné náhradní mateřství pro gay páry | Ne                           | Zakázáno i heterosexuálním párům                                                                                 |
| Služba v armádě |                              | |
| LGBT osoby smějí otevřeně sloužit v armádě | Ano                          | Od r. 1978 |
| Práva translidí |                              | |
| Možnost změny pohlaví | Ano                          | Od r. 2014 (Dánsko)                                                                                              |
| Možnost změny pohlaví | Ne                           | Žádné zákony (Faerské ostrovy a Grónsko)                                                                         |
| Možnost změny pohlaví bez požadovaného rozvodu stávajícího manželství | Ano                          | Od r. 2004 (Dánsko)                                                                                              |
| Možnost změny pohlaví bez požadovaného rozvodu stávajícího manželství | Ano                          | Od r. 2016 (Grónsko)                                                                                             |
| Možnost změny pohlaví bez požadovaného rozvodu stávajícího manželství | Ne                           | Žádné zákony (Faerské ostrovy)                                                                                   |
| Ochrana před diskriminací |                              | |
| Zákony proti homofobním projevům nenávisti | Ano                          | Od r. 1987 (Dánsko)                                                                                              |
| Zákony proti homofobním projevům nenávisti | Ano                          | Od r. 2007 (Faerské ostrovy)                                                                                     |
| Zákony proti homofobním projevům nenávisti | Ano                          | Od r. 2010 (Grónsko)                                                                                             |
| Zákony proti transfobním projevům nenávisti | Ne                           | Žádné zákony |
| Zákony proti homofobním zločinům z nenávisti | Ano                          | Od r. 2004 (Dánsko)                                                                                              |
| Zákony proti homofobním zločinům z nenávisti | Ano                          | Od r. 2007 (Faerské ostrovy)                                                                                     |
| Zákony proti homofobním zločinům z nenávisti | Ano                          | Od r. 2010 (Grónsko)                                                                                             |
| Zákony proti homofobním a transfobním zločinům z nenávisti. Motiv jiné sexuální orientace nebo genderové identity je chápán jako přitěžující okolnost v trestních řízeních. | Ne                           | Žádné zákony |
| Anti-diskriminační zákony v trestních zákonech (harašment, anti-gay projevy, přímá i nepřímá diskriminace)                                                                  | Ano                          | Od r. 2004 (Dánsko)                                                                                              |
| Anti-diskriminační zákony v trestních zákonech (harašment, anti-gay projevy, přímá i nepřímá diskriminace)                                                                  | Ne                           | Žádné zákony (Faerské ostrovy a Grónsko)                                                                         |
| Migrační práva |                              | |
| Rovnost LGBT jedinců a párů v imigračních zákonech | Ano                          | Legální |
| Sexuální orientace a genderová identita uznávány jako důvod k udělení azylu                                                                                                 | Unclear                      | Individuální posouzení                                                                                           |
| Jiné |                              | |
| Osvěta o LGBT a homosexuálních vztazích ve školách | Unclear                      | Součástí školních osnov jako průřezové téma u společenskovědních předmětů (např. Výchova ke zdraví)              |
| Muži mající sex s muži smějí darovat krev | Ne                           | (Navrženo) |